# 格奥尔基·弗洛罗夫斯基
格奥尔基·弗洛罗夫斯基（1893年8月28日—1979年8月11日）是一位俄罗斯东正教牧师、神学家和历史学家，主要作品有《俄罗斯宗教哲学之路》（The Ways of Russian Theology）等。